# Pambdelurion
Pambdelurion whittingtoni es una especie extinta, la única del género Pambdelurion, en el orden Radiodonta. Eran organismos nectónicos ciegos hallados en el Lagerstätte de la cantera de Passet Sirius, del Cámbrico de Groenlandia. Su anatomía sugiere que, junto con su pariente Kerygmachela, fue un pariente cercano de los anomalocarídidos.

## Descripción y paleobiología

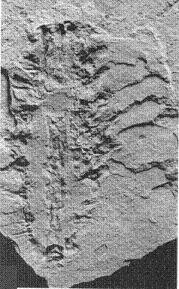
Vista de un fósil de Pambdelurion.

Se supone que Pambdelurion medía unos 4.5 cm, además tenía un par de grandes miembros anteriores muy similares a los que usaban los anomalocáridos. Los miembros anteriores tenían una fila de finas espinas flexibles, que se correspondían con cada segmento de cada miembro. A diferencia de  Kerygmachela kierkegaardi su boca era relativamente grande, aunque no parece haber tenido ninguna gran superficie para morder, como la boca del Anomalocaris. Tenía 11 pares de lóbulos laterales, y 11 pares de lobopodios relativamente grandes. Ninguno de los especímenes fósiles tiene ningún indicio de cercos posteriores, cola, o aletas. Esto no sólo indica que Pambdelurion no siempre nadaba en aguas abiertas, sino también una posible estrategia de alimentación alternativa. En lugar de alimentarse nadando activamente puede haberse anclado al sustrato y permitido que las corrientes de marea fluyeran a través de los filtros en forma de peine, depositando plancton y materia orgánica en el proceso, y esto sugiere que Pambdelurion era un planctívoro.